# Roskilde (distrito)
El distrito de Roskilde (Roskildes Amt en danés) era uno de los 16 distritos en que se dividía administrativamente Dinamarca hasta 2006. Ubicado en la zona centro-oriental de la isla de Selandia (Sjælland), su capital era la ciudad de Roskilde.
A partir del 1 de enero de 2007, el distrito fue integrado en la nueva región de Selandia, como parte de la reforma administrativa implementada en el país.
Estaba compuesto por 11 comunas:
- Bramsnæs
- Greve
- Gundsø
- Hvalsø
- Køge
- Lejre
- Ramsø
- Roskilde
- Skovbo
- Solrød
- Vallø